# Vijftigzettenregel
De vijftigzettenregel is een spelregel in het schaakspel, waardoor een partij in remise kan eindigen.
Wanneer er door beide spelers vijftig zetten zijn gespeeld zonder dat een pion is verzet of een stuk is geslagen kan een speler remise opeisen. De speler die dit doet moet de eis onderbouwen met een volledig ingevuld notatieformulier.
De formele regel (uit de vertaalde FIDE-schaakregels):

De partij is remise, als een aan zet zijnde speler terecht claimt dat
- er met de door hem op het notatieformulier genoteerde en aan de arbiter meegedeelde zet de situatie is bereikt, dat er met de laatste 50 opeenvolgende zetten van beide spelers geen pion is verzet en niets is geslagen, of
- er met de laatste 50 opeenvolgende zetten van beide spelers geen pion is verzet en niets is geslagen.

Claimt geen van beide spelers remise, en duurt de situatie voort, dan is de partij op grond van een regelwijziging in 2014 automatisch remise als na 75 zetten geen beslissing is bereikt.

## Doel
Het doel van de vijftigzettenregel is te voorkomen dat spelers blijven doorspelen zonder daadwerkelijk iets te ondernemen of te bereiken, al dan niet in de hoop te winnen doordat de bedenktijd van de tegenstander verstrijkt. Bijvoorbeeld:
- Wit heeft winnend overwicht behaald. De matvoering is echter moeilijk. Als de witspeler dit onvoldoende beheerst en niet binnen vijftig zetten mat zet, is het remise.
- Het eindspel is theoretisch remise, maar Wit staat voor. Wit zou kunnen winnen als Zwart een fout maakt. Wit blijft het daarom proberen, maar dat mag niet eeuwig duren.

De telling van 50 zetten begint opnieuw als er een pion is verzet of iets is geslagen. De reden is dat dergelijke zetten de partij vooruit helpen. Het verliezen van een recht op rokade of de mogelijkheid en passant te slaan wordt niet als zodanig beschouwd.

## Kritiek
De regel staat bloot aan kritiek. Omdat de matvoering of het bereiken van een beslissende overgang in sommige theoretische eindspelen, zoals in de hier afgebeelde stelling, ook bij perfect spel meer dan vijftig zetten kan duren, is het aantal zetten voor bepaalde eindspelen weleens hoger geweest. Deze wijzigingen zijn echter alle teruggedraaid, en de vijftigzettenregel geldt in elke situatie.